# گربه‌ماهی‌گری

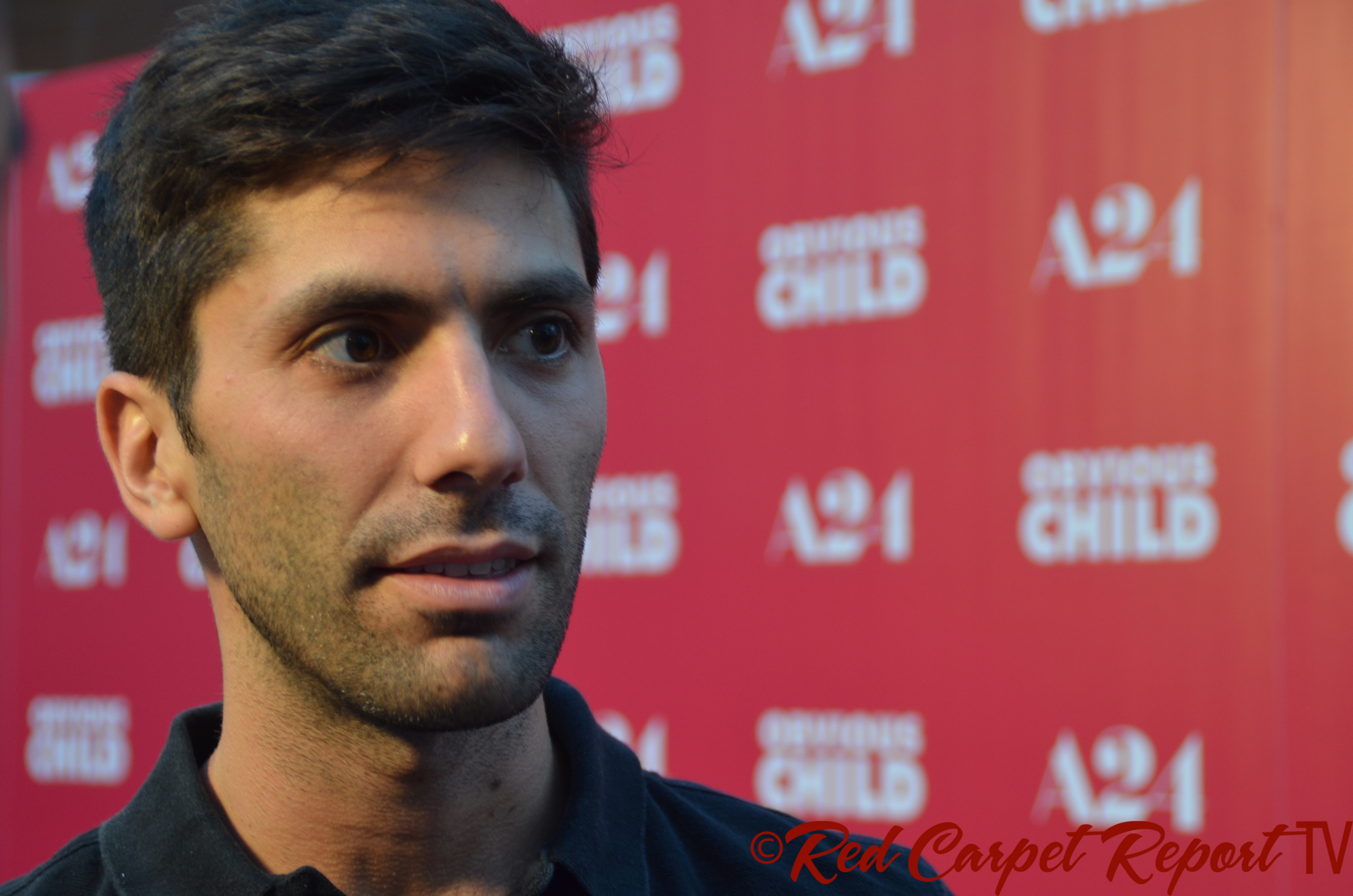
نیو شولمن، مجری و تهیه‌کننده اجرایی Catfish: The TV Show.

گربه‌ماهی‌گری (انگلیسی: Catfishing) یک فعالیت فریب‌کارانه است که در آن یک شخص یک شخصیت خیالی یا هویت جعلی را در یک سرویس شبکه اجتماعی ایجاد می‌کند که معمولاً قربانی خاصی را هدف قرار می‌دهد. این عمل ممکن است برای منفعت مالی، به خطر انداختن قربانی به نوعی، به عنوان راهی برای ناراحت کردن عمدی قربانی یا برای برآورده کردن یک آرزو استفاده شود. برنامه‌های تلویزیونی که در این زمینه تولید شده‌ است که اغلب قربانیانی را نشان می‌دهد که می‌خواهند گربه‌ماهی خود را شناسایی کنند.

## عمل و جامعه‌شناسی
تصور می‌شود که گربه‌ماهی‌گری هم‌اکنون محبوبیت بیشتری پیدا کرده‌ است، زیرا به انجام‌دهنده‌ها اجازه می‌دهد تا از هویت روزمره خود جدا شوند و از تعهدات اخلاقی یا مسئولیت محافظت کنند. این به اثر بازدارندگی آنلاین نسبت داده می‌شود، که به دلیل آن کاربران آنلاین احساس راحتی بیشتری برای به اشتراک گذاشتن اطلاعات، که ممکن است برخی از آنها نادرست باشد، در یک انجمن آنلاین نسبت به ارتباط حضوری داشته باشند.
در گربه‌ماهی‌گری، یک کاربر اینترنتی از هویت جعلی استفاده می‌کند تا فرد دیگری را متقاعد کند که باور کند او همان شخصی است که به تصویر می‌کشد. در بیشتر موارد شخصی که این هویت از روی او ساخته شده‌ است، نمی‌داند که از تصاویر و نام وی استفاده می‌شود. آنها نمی‌دانند که هویت آنها برای ایجاد این روابط جعلی آنلاین استفاده شده‌ است. معمولاً دلیل اصلی این افراد برای ظاهر شدن به عنوان یک فرد قلابی، دوستی با طرف مقابل برای یک رابطه، دلایل جنسی یا منافع مالی است.
برخی از کاربران آنلاین از گربه‌ماهی‌گری برای کشف جنسیت و/یا هویت جنسی خود استفاده کرده‌اند.

## خطرات
از گربه‌ماهی‌گری می‌توان برای جذب افراد از اینترنت استفاده کرد و به آنها اجازه داد تا شخصاً با آنها ملاقات کند. شخصی که گربه‌ماهی‌گری می‌کند می‌تواند قربانی را به جایی بکشاند تا ربوده شود، یا به روش دیگری صدمه ببیند. شکارچیان جنسی از هویت‌های جعلی برای صحبت با نوجوانان استفاده می‌کنند و به آنها اجازه می‌دهند به آنها نزدیک شوند تا قربانی به آنها اعتماد کند. سپس به شکارچی اجازه می‌دهد تا اطلاعاتی را از قربانی دریافت کند تا از آن اطلاعات برای آسیب رساندن احتمالی به او استفاده کند.
گربه‌ماهی‌گری به‌عنوان روشی برای آزار و اذیت دیگران به‌صورت آنلاین، تعداد خودکشی‌ها را در نوجوانان افزایش داده‌ است. به عنوان مثال، خودکشی مگان مایر در سال ۲۰۰۶ است.

## نشانه‌ها
اگر چه این مسئله براحتی قابل تشخیص نیست، اما موارد زیر به عنوان هشدار مطرح شده‌ است.
- اگر یک فرد ناشناس شروع به دنبال کردن یا ارسال پیام به کاربر کند و تصویر نمایه آن شخص جعلی یا بیش از حد خوب به نظر برسد که واقعی باشد.
- اگر نمایه‌های بین سایت‌های دوست‌یابی و رسانه‌های اجتماعی متناقض باشند، برای مثال داشتن نام‌ها یا تصاویر مختلف بین وب‌سایت‌ها.[۵]
- اگر پس از چند برخورد، طرف مقابل شروع به اعلام عشق کند، به خصوص پس از چند روز یا چند هفته تماس.[۵]
- اگر شخصی از ارسال عکس از خود یا صحبت با تلفن خودداری کند.